# La Aurora (Cuautitlán Izcalli)
Axotlán es uno de los trece pueblos pertenecientes al municipio de Cuautitlán Izcalli, en Estado de México.

## Historia
Debido a la demanda laboral, su formación como pueblo se dio gracias a la extinta Fábrica de Hilados y Tejidos Aurora, S.A. construida en 1896; cuenta con una pequeña iglesia construida en la misma época.
Lugar influenciado por la religión católica, el santo patrón del pueblo es el Sagrado Corazón de Jesús. A este último se le realizada una fiesta patronal en el mes de junio, y a dichas festividades suelen asistir peregrinaciones de pueblos vecinos. Dependiendo en la fecha de marzo o abril en que caigan las festividades de Semana Santa, la localidad realiza su propia representación del vía crucis.
En 2019, se construyó la calle Reforma para agilizar las acciones de movilidad conexión y comunicación de la entidad dentro del municipio.

## Geografía
Se localiza a nueve minutos en automóvil (7 km) del Pueblo Mágico de Tepotzotlán, a 2.03 km en dirección noreste con respecto al centro geográfico del territorio municipal de Cuautitlán Izcalli, y desde el núcleo urbano de Izcalli a 2.75 km en dirección noreste.